# Jaksza (wieś)
Jaksza (biał. Якша, Jaksza; ros. Якша, Jaksza) – wieś na Białorusi, w obwodzie brzeskim, w rejonie janowskim, w sielsowiecie Brodnica, przy drodze magistralnej M10.

## Historia
W XIX i w początkach XX w. położona była w Rosji, w guberni mińskiej, w powiecie pińskim, w  gminie Brodnica. Były wówczas własnością Pusłowskich.
W dwudziestoleciu międzywojennym leżała w Polsce, w województwie poleskim, w powiecie pińskim, w gminie Brodnica. W 1921 wieś liczyła 333 mieszkańców, zamieszkałych w 57 budynkach, w tym 320 Białorusinów i 13 Polaków. 320 mieszkańców było wyznania prawosławnego i 13 rzymskokatolickiego.
Po II wojnie światowej w granicach Związku Sowieckiego. Od 1991 w niepodległej Białorusi.